# Вищі жіночі курси
Вищі жіночі курси — заклади вищої освіти для жінок в Російській імперії. Оскільки жінкам було заборонено вступати до університетів до початку XX століття, вони організовувалися меценатами та професорами університетів.